# Günter Hopfinger
Günter Hopfinger (* 6. August 1950 in München; † 15. Februar 2024 in München) war ein deutscher Grafiker und ehemaliger Geldfälscher.

## Leben und Wirken
Seine Kindheit verbrachte er bei Pflegeeltern in der Nähe von München. Er absolvierte eine dreijährige Lehre als Chemigraf und Tiefdruckätzer. Anschließend besuchte er die Akademie des graphischen Gewerbes und der bildenden Kunst in München. Später arbeitete er als Grafiker in München.
Bekanntheit erlangte er 1973 als „Blüten-Rembrandt“, indem er mehrere Dutzend 1000-DM-Scheine per Hand bzw. Rapidograph nachzeichnete. Für ein Exemplar soll er nur etwa acht Stunden gebraucht haben.
Für dieses Verbrechen (Herstellung von Falschgeld) musste er vier Jahre ins Gefängnis. Der Fall diente als Vorlage für die Tatort-Folge 28 Stuttgarter Blüten, wo er von Willy Reichert verkörpert wurde.
Fälschungen Hopfingers waren etwa in der Ausstellung Echt oder falsch? im Leipziger Museum für Druckkunst im Jahr 2012 zu sehen.
Später war Günter Hopfinger als freier Künstler tätig. Sein Repertoire umfasste verschiedene Stilrichtungen.
Im Jahr 2000 porträtierte das Bayerische Fernsehen Hopfinger im Rahmen der Dokumentarfilmreihe Lebenslinien (Folge Heute male ich einen Rembrandt, Regie: Bernd Dost).
2009 wurde Hopfinger zu drei Jahren Haft sowie Unterbringung in einer Alkohol-Entziehungsanstalt verurteilt, weil er nach einer durchzechten Nacht seiner Halbschwester Johanna M. mit der Faust ins Gesicht geschlagen und sie mit Füßen getreten haben soll.
Am 15. Februar 2024 starb er im Alter von 73 Jahren in seiner Münchner Wohnung.